# Steven Universe
Steven Universe, le film
Steven Universe est une série d'animation américaine créée par Rebecca Sugar, anciennement artiste de storyboard, scénariste et compositrice sur la série Adventure Time, produite par Cartoon Network Studios, et diffusée de 2013 à 2019 sur Cartoon Network après avoir une suite nommée Steven Universe Future le 7 décembre 2019.
En France, la série est diffusée pour la première fois le 5 mai 2014 sur Cartoon Network. Elle est intégrée au catalogue de Netflix en 2018 puis au catalogue Prime Video en 2020, avant l'arrivée du catalogue Cartoon Network sur Max en France en 2024.

## Production
Selon Sugar, la production de la série débute en parallèle à celle d'Adventure Time. Le dernier épisode de la série sur lequel travaillait Sugar s'intitulait Simon et Marcy, à l'époque il lui était impossible de travailler sur les deux séries en même temps. Toujours à cette même période, elle rencontre quelques difficultés avec l'épisode Les aventures de Fionna et Cake. Les musiques ont été composées par Sugar en compagnie des autres scénaristes.

### Concept et création

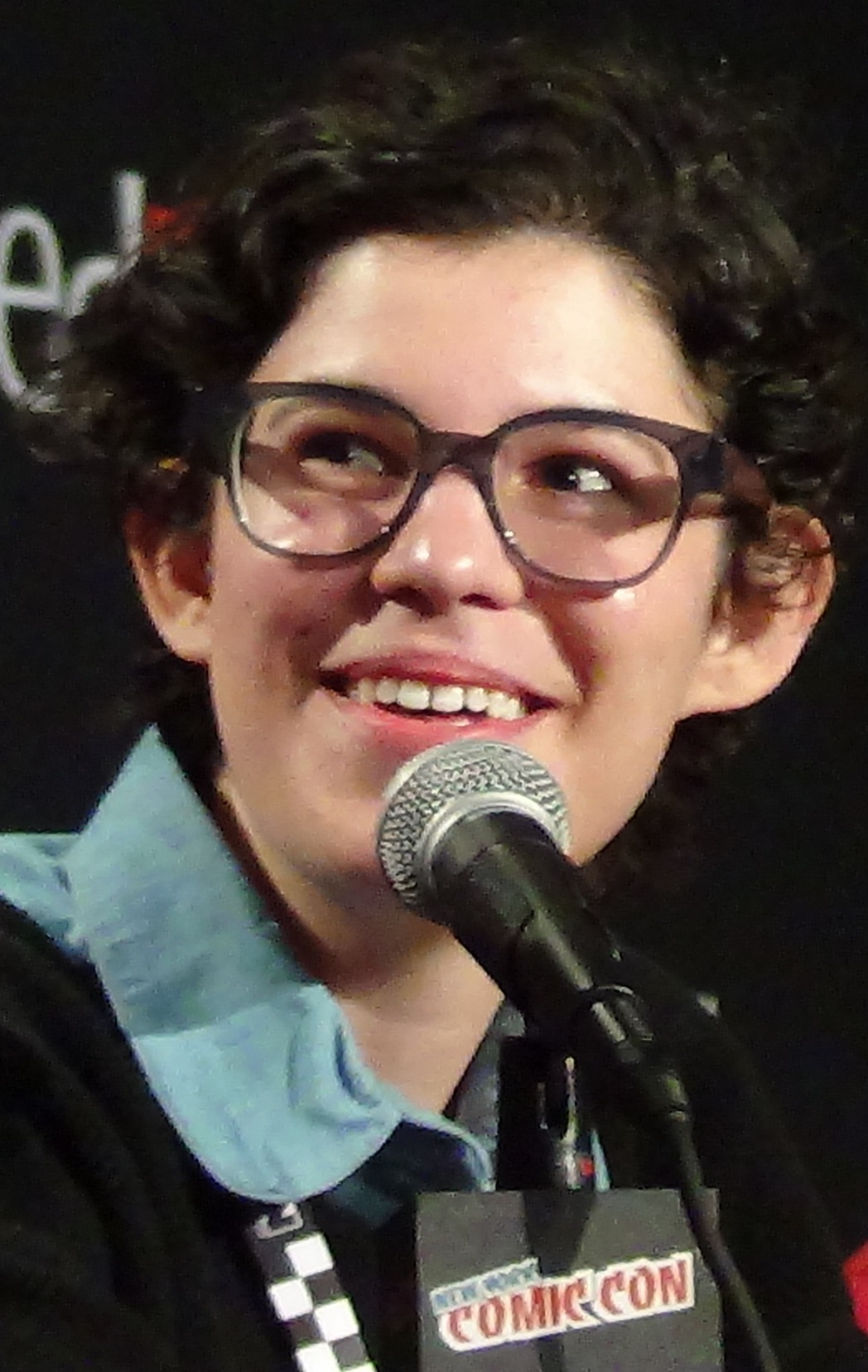
Rebecca Sugar lors d'une table ronde au New York Comic Con, 2014.

Le protagoniste principal de la série, Steven Universe, s'inspire du petit frère de Rebecca Sugar, Steven Sugar, qui est depuis devenu l'un des membres de la web-série Bravest Warriors (en), créée par Pendleton Ward, auteur originel de la série d'animation Adventure Time. En grandissant, Sugar tente de créer un comics dans lequel Steven, elle, et ses amis se mettent en scène. Lors d'une entrevue avec The New York Times, elle détaille le développement de la série et explique s'inspirer du point de vue de son petit frère en pleine croissance. La série se déroule dans la ville fictive de Plage-Ville (Beach City), qui s'inspire de Rehoboth Beach, Bethany Beach, et Dewey Beach, dans le Delaware, tous les endroits visités par Sugar et son frère lorsqu'ils étaient enfants.

## Synopsis

Dans la ville de Beach City vivent les Gemmes de Cristal, trois extraterrestres humanoïdes à l'apparence androgyne dotés de pouvoirs magiques – Grenat, Améthyste et Perle (Garnet, Amethyst et Pearl dans la version originale) – et un petit garçon nommé Steven Universe. Il est à moitié humain, à moitié Gemme, fils de Rose Quartz, ancienne cheffe des Gemmes de Cristal, qui s'est dématérialisée en donnant naissance à Steven, et Greg Universe, un humain musicien qu'elle a rencontré à Plage-Ville. Steven passe son temps avec son père, son amie Connie Maheswaran et les autres habitants de Plage-Ville, tout en découvrant ses pouvoirs et en partant à l'aventure avec les Gemmes.
Les Gemmes de Cristal étaient membres d'une grande civilisation interstellaire dictatoriale dirigée par les Diamants : Diamant Blanc, Diamant Jaune, Diamant Bleu et Diamant Rose. La plupart des endroits que le groupe visite sont des ruines de leur culture abandonnées depuis des millénaires. Les Gemmes de Cristal ont mené une guerre contre leur propre civilisation pour protéger la Terre de l'exploitation. Au cours de la guerre, la mort de Diamant Rose contraint les Diamants a intervenir directement sur l'effort de guerre contre les Gemmes de Cristal, et corrompent une grande partie des Gemmes présentent sur Terre. En parallèle, des flash-backs de Greg montrent sa vie avec Rose avant la naissance de Steven.

## Personnages principaux
- Steven Universe est un petit garçon de 14 ans aux cheveux noirs bouclés, portant généralement un t-shirt rouge-rose avec une étoile de couleur jaune sur le devant (toutes les Gemmes de Cristal portent une étoile sur leurs vêtements pour symboliser leur indépendance), un jean bleu et des sandales rouges. Sa gemme est située sur son ventre, à la place de son nombril (tout comme sa mère avant lui), son arme est un bouclier rose. Joyeux, plein de vie et très altruiste, il cherche toujours à aider les gens autour de lui, même ceux qui lui veulent du mal. Enthousiaste en toutes circonstances, il insiste toujours pour partir en mission avec les Gemmes, qu'il admire, et ce, malgré ses quelques maladresses. Au long de série, il fait face à la difficulté à s'émanciper de l'héritage de sa mère et essaie tant bien que mal de faire de son mieux pour ne décevoir personne. Il apprend à faire preuve de courage et d'ingéniosité, tout en commençant petit à petit à maîtriser ses pouvoirs et ses émotions.

- Grenat (Garnet en VO) est une des trois Gemmes de Cristal qui élèvent Steven. Elle est grande, a la peau rouge terne ou violet, arbore une grande coupe afro noire de forme cubique et porte en permanence des lunettes qui cachent ses trois yeux. Elle porte une combinaison moulante avec des motifs dans les mêmes tons que sa peau. Après la disparition de Rose, il semble que Grenat joue le rôle de chef du groupe. Elle parle toujours d'une voix calme et montre rarement ses émotions. Toutefois, elle nourrit une grande affection pour ses amis et se sent responsable d'eux, surtout de Steven. Des trois Gemmes, elle possède la plus grande force physique et use souvent de la violence pour résoudre ses problèmes, mais fait néanmoins preuve de stratégie et de clairvoyance. Ses armes sont des gantelets de frappe. Elle peut également produire des décharges électriques, y compris pour combattre. Elle dispose enfin d'un don de voyance qui lui permet d’anticiper certains événements à venir. Elle est constituée de la fusion de deux Gemmes, Ruby et Saphir.
- Améthyste (Amethyst en VO) est la plus petite des trois Gemmes de Cristal. Elle est ronde, a la peau mauve, des cheveux longs et blancs. Elle porte un haut gris violet, un pantalon moulant noir et de petites bottes blanches (les 3 couleurs s'intervertissent aux cours des saisons). Améthyste est de nature turbulente et désorganisée. Elle passe son temps à faire des bêtises et adore énerver Perle. Contrairement à cette dernière, elle aime manger (les Gemmes n'ayant pas vraiment de corps, manger leur est inutile mais possible) et n'hésite pas à ingurgiter toutes sortes d'objets. Son caractère indiscipliné lui a parfois valu des ennuis, mais lors des missions, elle se révèle être une excellente guerrière qui fonce parfois dans le tas sans réfléchir. Elle aime passer du temps avec Steven, voire l’entraîner avec elle dans ses bêtises. Sa gemme est située sur son torse. Son arme est un fouet garnis d'épines.
- Perle (Pearl en VO) est la Gemme la plus réfléchie. Elle est plus grande qu'Améthyste mais plus petite que Grenat. Elle est mince, a la peau très blanche, des yeux bleus très clairs et des cheveux coiffés en pointe vers l'arrière, de couleur pêche. Elle porte une tenue proche de celle d'une danseuse étoile, agrémentée d'un ruban autour de sa taille. Perle a une force physique un peu plus faible que celle des autres Gemmes ; elle compense cela par son intelligence et sa culture. Elle excelle dans différents domaines de la science et n'hésite pas à étaler son savoir, au grand dam d'Améthyste. Perle est très protectrice envers Steven. Elle nourrit une très grande admiration pour sa mère Rose Quartz depuis leurs débuts en tant que Gemmes de Cristal et se considère comme ayant été sa plus proche confidente. Elle est très protectrice envers Steven, quitte à l'éloigner pour le garder en sécurité. Sa gemme est située sur son front. Son arme est une lance, mais elle utilise aussi des épées et excelle dans le maniement des lames.

## Épisodes
L'épisode pilote de Steven Universe, parmi d'autres épisodes du genre, est mis en ligne sur la plateforme vidéo de Cartoon Network le 31 mai 2013. Peu après, il est retiré et remplacé par une page d'erreur 404. Le 20 juillet 2013, Cartoon Network met en ligne une version éditée de l'épisode pilote sur le site web officiel de la chaîne et sur sa page Facebook. Les épisodes sont diffusés au San Diego Comic-Con, puis sur la chaîne Cartoon network du 27 au 30 juillet, en plus des pilotes de Clarence et Oncle Grandpa. 30 minutes sont consacrées à la série au New York Comic Con le 13 octobre 2013, en compagnie de la créatrice de la série Rebecca Sugar. La série est initialement diffusée aux États-Unis le 4 novembre 2013 sur Cartoon Network, avec deux épisodes.
La série est actuellement composée de 5 saisons et un long-métrage musical (voir ci-dessous), et est suivie par Steven Universe Future, une suite de la franchise qui se déroulera après les événements du film 
| Diffusion (États-Unis) | Diffusion (États-Unis) | Diffusion (États-Unis) | Diffusion (États-Unis) |
| Saison                 | épisodes               | diffu. Début de saison | diffu. Fin de saison   |
| ---------------------- | ---------------------- | ---------------------- | ---------------------- |
| 1                      | 52                     | 4 novembre 2013        | 12 mars 2015           |
| 2                      | 26                     | 13 mars 2015           | 8 janvier 2016         |
| 3                      | 25                     | 12 mai 2016            | 10 août 2016           |
| 4                      | 25                     | 11 août 2016           | 12 mai 2017            |
| 5                      | 28                     | 29 mai 2017            | 21 janvier 2019        |

| Diffusion (France) | Diffusion (France) | Diffusion (France) | Diffusion (France) |
| Saison             | Épisodes           | Début              | Fin                |
| ------------------ | ------------------ | ------------------ | ------------------ |
| 1                  | 52                 | 5 mai 2014         | 22 octobre 2015    |
| 2                  | 26                 | 8 février 2016     | 18 mai 2016        |
| 3                  | 25                 | 19 mai 2016        | 25 décembre 2016   |
| 4                  | 25                 | 22 avril 2017      | 20 janvier 2018    |
| 5                  | 28                 | 9 juin 2018        | 22 juin 2019       |

## Suites

### Long métrage
Un long-métrage intitulé Steven Universe, le film, basé sur la série, est annoncé à la San Diego Comic Con le 21 juillet 2018,. Le film présente au moins un nouveau personnage et est diffusé sur Cartoon Network le 2 septembre 2019. La date révélée par la bande-annonce sortie le 19 juillet 2019. Le film se passe deux ans après les événements de la saison 5. Steven, qui a désormais 16 ans, pense avoir fini de défendre la Terre, mais une mystérieuse gemme nommée Spinelle en quête de vengeance arrive à Plage-Ville. Steven est alors confronté au plus grand défi qu’il ait jamais relevé.

### Steven Universe Future
Le 4 octobre 2019, Cartoon Network officialise Steven Universe Future, une série épilogue qui se déroule après les événements du film. Le 18 novembre 2019, elle poste sur sa chaîne YouTube une bande annonce d'environ 30 secondes qui nous en dit plus sur la mini-série. Après avoir sauvé l'univers, Steven a toujours certains détails à régler. Mais alors qu'il tombe à court de problèmes à résoudre pour les autres, il va devoir faire face aux siens.
Le 20 novembre 2019, Cartoon Network annonce la date officielle de début de diffusion, datée pour le 7 décembre 2019.
Après dix épisodes diffusés du 7 au 28 décembre 2019, deux épisodes sont diffusés le 6 mars 2020.
| Diffusion (États-Unis) | Diffusion (États-Unis) | Diffusion (États-Unis) |
| Épisodes               | diffu. Début de saison | diffu. Fin de saison   |
| ---------------------- | ---------------------- | ---------------------- |
| 20.                    | 7 décembre 2019        | 27 mars 2020           |

| Diffusion (France) | Diffusion (France)     | Diffusion (France)   |
| Épisodes           | diffu. Début de saison | diffu. Fin de saison |
| ------------------ | ---------------------- | -------------------- |
| 20                 | 28 décembre 2019       | 27 juin 2021         |

## Distribution

### Voix originales

#### Personnages principaux
- Zach Callison : Steven Universe, Octave
- Estelle : Grenat
- Deedee Magno : Perle, toutes les perles
- Michaela Dietz : Améthyste, gardes améthystes

#### Personnages récurrents
- Tom Scharpling : Greg Universe
- Susan Egan : Rose Quartz/Diamant Rose
- Matthew Moy : Lars Barriga
- Kate Micucci : Sadie Miller
- Billy Merrit : Mr. Friteman
- Zachary Steel : Ronaldo Friteman
- Atticus Shaffer : Patrick Friteman
- Grace Rolek : Connie Maheswaran
- Mary Elizabeth McGlynn : Dr. Masheswaran
- Crispin Freeman : Mr. Maheswaran
- Reagan Gomez : Kiki Pizza, Jenny Pizza
- Toks Olagundoye : Nanefua Pizza
- Godfrey Danchima : Kofi Pizza
- Dee Bradley Baker : Lion
- Joel Hodgson : Maire Bill Dewey
- Brian Posehn : "Crème Fraîche"
- Tom Scharpling : "Ciret Jaune"
- Patti LuPone : Diamant Jaune
- Lisa Hannigan : Diamant Bleu
- Christine Ebersole : Diamant Blanc
- Erica Luttrell : Saphir, Padparadscha Saphir
- Charlyne Yi : Toutes les Rubis
- AJ Michalka : Stevonnie
- Aimee Mann : Opale
- Nicki Minaj : Lavulite
- Alexia Khadime : Sardonyx
- Rita Rani Ahuja : Alexandrite
- Natasha Lyonne : Quartz Fumé
- Alastair James : Quartz Arc-en-ciel 2.0
- Shoniqua Shandai : Pierre de Soleil
- Aparna Nancherla : Toutes les Jades
- Jennifer Paz : Lapis-Lazuli, Malachite
- Shelby Rabara : Péridot
- Kimberly Brooks : Jaspe, Malachite
- Christine Pedi : Agate Bleue
- Della Saba : Aigue-Marine
- Martha Higareda : Topaze
- Ashly Burch : Rutiles Jumelles
- Kathy Fisher : Fluorite
- Enuka Okuma : Rhodonite

### Voix françaises
- Marie Facundo : Steven Universe, Grenat (voix chantée de la saison 1 à 3), Rose Quartz (voix chantée), Stevonnie
- Marie Diot : Grenat (voix parlée), Connie Maheswaran (voix parlée), Patrick, Barbara, Sadie (voix parlée, voix chantée saison 2, épisode 17), Mme Maheswaran, Jenny Pizza, Lily Pizza, Nanéfuà Pizza
- Clémentine Blayo : Rose Quartz, Hop Hop
- Claire Baradat : Perle, Opale, Lapis-Lazuli (voix chantée)
- Alice Taurand : Améthyste, Lavulite
- Anouck Hautbois : Péridot, Vidalia
- Ludivine Maffren : Vidalia (jeune)
- Olivier Cordina : Greg (voix parlée, voix chantée saison 1), "Crème Fraîche"
- Adeline Forlani : tous les rubis
- Anne-Charlotte Piau : Lapis-Lazuli (voix parlée), Sardonyx, Malachite
- Céline Legendre-Herda : Jaspe, Saphir, Martha, Sadie (voix chantée, saison 5)
- Marc Bretonnière : M. Friteman, M. Smiley
- Benoît Du Pac : Lars, Homme-Renard, Buck, Jamie, Marty, Obsidienne Flocon de Neige
- Romain Altché : Ronaldo, le maire Dewey
- Valérie Decobert : Bismuth
- Aurélie Konaté : Diamant Jaune, Connie Maheswaran (voix chantée)
- Lola Ces : Grenat (voix chantée, saison 4)
- Emmylou Homs : Aigue-marine, Padparadscha
- Youna Noiret : Diamant Bleu, Topaze
- Dominique Vallée : Agathe Bleue
- Fanny Fourquez : Diamant Blanc, Néphrite
- Clara Soares : Spinelle
- Alexis Tomassian : Quartz Arc-en-ciel 2.0
- Fily Keita : Rose Quartz superfan

- Version française
  - Studio de doublage : Chinkel S.A - Paris puis VF Productions
  - Direction artistique : Benoît Du Pac
  - Adaptation : Émeline Bruley, Xavier Hussenet, Élise Bernard

## Accueil
La série est généralement bien accueillie par la presse spécialisée. David Hinckley du New York Daily News lui attribue trois étoiles sur cinq. Tom Conroy de Media Life Magazine note que la série possède « un bon ensemble de courage et de bravoure » et complimente entre autres « l'aspect sarcastique ». The AV Club attribue à la série un « B+ » expliquant : « Steven Universe est bien parti pour devenir quelque chose de particulier, une émission qui invite chaque téléspectateur peu importe leur sexe, leur âge… »,. Robert Lloyd de Los Angeles Times accueille très positivement la série (« très bien » selon lui). Devin O’Leary de Weekly Alibi félicite le premier épisode pour son « aspect distinct et accueillant ».
Emily Ashby de Common Sense Media, cependant, est beaucoup plus partagée quant à l'accueil. Ashby attribue 2 étoiles sur cinq.